# Julien Peyrelongue
Pour les articles homonymes, voir Peyrelongue.

a Compétitions nationales et continentales officielles uniquement.

b Matchs officiels uniquement.
Dernière mise à jour le 22 mai 2016.
Julien Peyrelongue, né le 2 avril 1981 à Bayonne, est un joueur français de rugby à XV qui évolue au poste de demi d'ouverture. Il compte 6 sélections en équipe de France. Formé au Peyrehorade sports, il évolue notamment en club au Biarritz olympique pendant 14 saisons.
En près de seize ans au plus haut niveau, Julien Peyrelongue a remporté trois titres de champion de France en 2002, 2005 et 2006 avec le Biarritz olympique, un titre en Challenge européen en 2012, et un Grand Chelem en 2004. 

## Biographie
Né à Bayonne, Julien Peyrelongue grandit dans le Pays d'Orthe et commence le rugby dès l'âge de six ans sous les couleurs du Peyrehorade sports. Il y est sacré champion de France avec les cadets du club au terme de la saison 1996-1997 face à Grenoble au parc des Princes,,.
Au mois d'avril 2000, il dispute et remporte avec l'équipe de France des moins de 19 ans le championnat du monde junior. L'année suivante, il porte à nouveau le maillot de l'équipe de France junior, cette fois-ci en catégorie des moins de 21 ans, pour des rencontres amicales.
Peyrelongue entame sa carrière professionnelle en 2000, repéré par le Biarritz olympique, où il évoluera pendant 14 ans.
En juin 2008, il est invité avec les Barbarians français pour jouer un match contre le Canada à Victoria. Les Baa-Baas l'emportent 17 à 7.
En mars 2009, il retrouve les Barbarians français pour jouer un match contre le XV du président, sélection de joueurs étrangers évoluant en France, au stade Ernest-Wallon à Toulouse. Les Baa-Baas s'inclinent 26 à 33.
En novembre 2009, il joue de nouveau avec les Barbarians français contre un XV de l'Europe FIRA-AER au stade Roi Baudouin à Bruxelles. Ce match est organisé à l'occasion du 75e anniversaire de la FIRA – Association européenne de rugby. Les Baa-Baas l'emportent 26 à 39.
Durant la saison 2011-2012, le Biarritz olympique atteint la finale du Challenge européen. Pour cette rencontre face au RC Toulon, il est titulaire et le BO l'emporte 21-18,.
Après des contacts avancés avec l'US Dax en janvier 2014 pour rallier les rangs dacquois en tant que joker médical, il n’obtient pas de bon de sortie et achève sa saison avec le club basque. Il signe néanmoins l'année suivante, pour deux saisons plus une optionnelle, avec le club landais en Pro D2,, alors que son ancien club, relégué, le rejoint en deuxième division.
Au terme de ces deux saisons, son option n'étant pas levée et n'étant pas reconduit, il met un terme à sa carrière de joueur en 2016.
Après la fin de sa carrière professionnelle de joueur, il crée une société de maîtrise d'œuvre et d'économie de la construction à Biarritz. En parallèle, il prend en charge les moins de 14 ans de l'école de rugby du Biarritz olympique en compagnie de Laurent Mazas.

## Palmarès

### En club
- Championnat de France cadet :
  - Champion (1) : 1997 avec le Peyrehorade sports.
- Championnat de France de première division :
  - Champion (3) : 2002, 2005 et 2006 avec le Biarritz olympique.
- Challenge européen :
  - Champion (1) : 2012 avec le Biarritz olympique.
- Coupe d'Europe :
  - Finaliste (2) : 2006 et 2010 avec le Biarritz olympique.

### En équipe nationale
- Grand Chelem en 2004.

| Édition          | Rang | Résultats France | Résultats Peyrelongue | Matchs Peyrelongue |
| Six Nations 2004 | 1    | 2 v, 0 n, 0 d    | 5 v, 0 n, 0 d         | 2/5                |

Légende : v = victoire ; n = match nul ; d = défaite ; la ligne est en gras quand il y a Grand Chelem.

## Statistiques en équipe nationale
- International -19 ans : champion du monde en avril 2000.
- International -21 ans : participation au championnat du monde 2001 en Australie.[réf. nécessaire]
- International France A : 2 sélections en 2005-2006 (Tonga, Italie A).[réf. nécessaire]
- Barbarian français en 2008 (Canada).
- Barbarian français en 2009 (XV de l'Europe).